# Alodinia

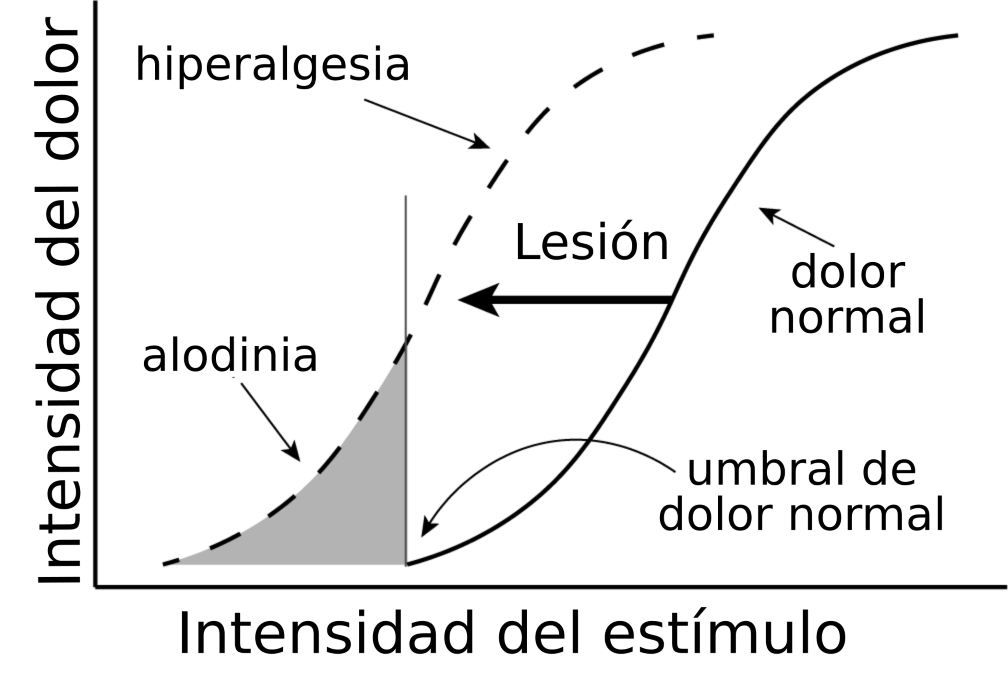
Las lesiones pueden cambiar nuestra percepción del dolor. Sensaciones que son dolorosas pueden volverse más dolorosas (hiperalgesia) y sensaciones que normalmente son inocuas pueden volverse dolorosas (alodinia).

La alodinia (all(o)- ἄλλος gr. 'otro', 'diferente' + odyn- ὀδύνη gr. 'dolor' + -íā gr. 'cualidad') es la percepción anormal del dolor, nacido de un estímulo mecánico o térmico que habitualmente es indoloro; por lo común, tiene elementos de retraso en la percepción y de la sensación residual. Este dolor aparece en respuesta a un tacto ligero y viene señalado por la actividad en los mecanorreceptores de bajo umbral en presencia de una neurona sensorial del dolor que se encuentra sensibilizada. Luego que se sensibilice manda señales al cerebro señales de dolor a un tacto normal.

## Alodinia e hiperalgesia
Diversos estados de dolor conducen a situaciones en las que estímulos habitualmente indoloros son dolorosos (alodinia), y estímulos generalmente dolorosos son aún más dolorosos (hiperalgesia). Se han utilizado estudios de imagen del cerebro para examinar la base neural de la alodinia y la hiperalgesia en sujetos sanos y en pacientes con estados de dolor crónico. En la práctica, y para diferenciar los conceptos, si la hiperalgesia refleja una respuesta exagerada producida por un estímulo francamente inocuo (por ejemplo, rozar ligeramente la piel), se define entonces como alodinia.
En los seres humanos se ha descrito la existencia de alodinia cerca de las incisiones quirúrgicas. Estas observaciones abarcan una disminución del umbral doloroso o de sensaciones anormales («quemazón» o «dolor a la palpación») a diversas distancias (5-10 cm) de las heridas quirúrgicas, detectables varios meses después de la intervención.

## Origen neuronal
La organización de las interneuronas en el asta posterior es muy compleja, y aún se sabe poco sobre los circuitos neuronales en los que participan estas células. La administración intratecal de fármacos que actúan como antagonistas a nivel de los receptores de GABAA (bicuculina) o un antagonista del receptor de la glicina (estricnina) pueden causar alodinia, en la que el cepillado de la piel se convierte en un estímulo aversivo. Ello sugiere que una de las funciones de las interneuronas inhibitorias en el asta posterior es suprimir la actividad evocada por aferencias táctiles, de una forma que ésta habitualmente no se percibe como dolorosa.
Se cree que la alodinia se transmite a través de mecanorreceptores de umbral bajo. Se considera que la liberación de ATP por parte de las células lesionadas tiene un papel importante en la inducción de la alodinia mecánica después de una incisión cutánea.
Las fibras sensitivas de bajo umbral activadas por estímulos inocuos, como por ejemplo un toque ligero, pueden, después de inducir la sensibilización central heterosináptica, activar neuronas nociceptivas que habitualmente son de alto umbral, y producir alodinia. El dolor, aunque provocado por un estímulo en la periferia, esencialmente se origina como resultado de cambios en el procesamiento sensitivo en el sistema nervioso central.
La alodinia observada en estados de dolor neuropático también puede explicarse por un mecanismo similar de sensibilización central. Esto se demostró en sujetos humanos por un bloqueo selectivo de la actividad neural de las fibras grandes (fibras del tacto) con un bloqueo isquémico. La alodinia desapareció al eliminar la sensación táctil, y se mantuvieron las funciones de otras fibras nerviosas.
Existen a la fecha abundantes pruebas que demuestran que la hiperalgesia, la alodinia y el dolor continuo implican la participación de la glía activada en el asta posterior de la médula espinal. Una característica clave del proceso sináptico en la médula espinal es que no es fijo ni integrado, sino que está sujeto a diversas formas de modificabilidad o plasticidad. Algunas formas de plasticidad que dependen de la actividad son muy breves; otras son relativamente largas, con cambios en la fosforilación proteica y con una expresión génica alterada, y algunas son irreversibles, con pérdida de neuronas y con la formación de nuevas sinapsis. Ahora se sabe[cita requerida] que la plasticidad funcional y química del asta posterior y los aumentos en la eficacia sináptica que ésta produce (el fenómeno de la sensibilización central) son los responsables de la alodinia táctil y de la hiperalgesia secundaria después de una inflamación periférica y de lesiones nerviosas. La plasticidad estructural –incluido el reclutamiento de microglía, alteraciones en los contactos sinápticos y pérdida de interneuronas inhibidoras– desempeña un papel importante al producir un aumento en la sensibilidad al dolor en el dolor neuropático.
Dos estudios recientes de Lorenz y sus colegas (2002, 2003) arrojaron más luz sobre el papel específico de las subregiones de la corteza frontal en la percepción del dolor. Utilizando una alodinia calórica provocada por capsaicina, los autores compararon la actividad cerebral provocada durante la alodinia producida por capsaicina y el dolor por calor no patológico de la misma intensidad. El contraste mostró una gran actividad en el caso de la alodinia, que incluía múltiples regiones frontales, además de actividad en el tálamo medio, en el núcleo accumbens y en el mesencéfalo. Un análisis de la red de esta actividad demostró que las actividades corticales frontal posterior y frontal orbitaria eran antagonistas entre sí, que la región dorsal limitaba la actividad de la región orbitaria, y que la segunda actuaba junto con otras regiones. Por tanto, se concluye que la red frontal orbitaria accumbens-tálamo medio interviene en la percepción afectiva del dolor, mientras que la corteza frontal posterior actúa como controlador de «arriba-abajo» que modula el dolor y limita, por tanto, el grado de sufrimiento.[cita requerida]

## Tratamiento
Las combinaciones mixtas de fármacos anestésicos locales en forma de ungüentos y parches, se utilizan en la alodinia. El alivio se obtiene a nivel local, pero el anestésico se absorbe y sus efectos sistémicos pueden inhibir la hiperexcitabilidad del SNC de este dolor neuropático complejo periférico y central. Se pueden alcanzar concentraciones tóxicas sistémicas a nivel de SNC si los parches se dejan en la piel de forma continua (más de 12 horas).
La mayoría de los pacientes con dolor central, así como los que tienen neuropatía del trigémino, también tiene varias formas de dolor evocado debido a la presencia de alodinia y disestesia. En varios estudios se ha señalado que los componentes de dolor evocado también se pueden controlar mediante estimulación de la corteza motora.
Se han estudiado dos antagonistas del receptor del N-metil-D-aspartato, la ketamina y el dextrometorfano, y se encontró que presentaban efectos beneficiosos en el dolor y la alodinia En el caso de la ketamina, cerca del 50% de los pacientes con síndrome de fibromialgia se beneficiaron, pero no el 50% restante. El concepto de subgrupos del síndrome de fibromialgia avanzó debido a estos hallazgos, ya que la ketamina claramente identificaba los sujetos que respondían y los que no respondían de entre pacientes con síndrome de fibromialgia comparables en el resto de aspectos. La utilidad de la ketamina como agente terapéutico se limitó por la frecuente ocurrencia de efectos psicotrópicos adversos, como disturbios psíquicos (sentimiento de irrealidad, percepción alterada de la imagen corporal, modulación de la audición y de la visión, mareos, ansiedad, agresividad y náuseas). El dextrometorfano, que tiene un perfil de efectos adversos menor que el de la ketamina, se administró oralmente a los pacientes con síndrome de fibromialgia en combinación con tramadol. La idea de usar una combinación de un antagonista del receptor del N-metil-D-aspartato y un opioide débil fue para aumentar el efecto antinociceptivo, mantener bajos los efectos adversos y disminuir el desarrollo de tolerancia a los opioides. Se obtuvo una respuesta favorable en el 58% de los sujetos con síndrome de fibromialgia.